# خوجيمات إركينوف
خوجيمات إركينوف (بالإنجليزية: َKhojimat Erkinov) (من مواليد 29 مايو 2001 في أوزبكستان) هو لاعب كرة قدم أوزبكستاني يلعب حالياً في نادي الوحدة الإماراتي ومنتخب أوزبكستان كلاعب وسط.

## روابط خارجية
خوجيمات إركينوف على موقع قاعدة بيانات كرة القدم.إي يو (الإنجليزية)
- خوجيمات إركينوف على موقع ناشيونال فوتبول تيمز (الإنجليزية)
- خوجيمات إركينوف على موقع Soccerway.com (الإنجليزية)
- خوجيمات إركينوف على موقع عالم كرة القدم.نت (الإنجليزية)